# Accordo bilaterale
Un accordo bilaterale, in diritto, è un atto di impegno politico tra due parti consenzienti.
Esso è più comune tra due Stati, anche se può essere stipulato con altri tipi di soggetti o entità come ad esempio una organizzazione internazionale.

## Esempi
Di seguito alcuni esempi di accordi bilaterali:
- Convenzione fiscale;
- Gli accordi di Algeri del 1975 regolanti i problemi territoriali tra Iraq e Iran;
- La serie di accordi tra la Svizzera e l'Unione europea[1]:
  - l'accordo di libero scambio (ALS), del 1972;
  - l'accordo sulle assicurazioni del 1989 ;
  - l'accordo bilaterale I del 1999;
  - l'accordo bilaterale II del 2004;
- I Patti Lateranensi tra Italia e Santa Sede.